# Erica Rose
Erica Rose (Estados Unidos, 6 de julio de 1982) es una nadadora estadounidense retirada especializada en pruebas de larga distancia en aguas abiertas, donde consiguió ser campeona mundial en 1998 en los 5 km en aguas abiertas.

## Carrera deportiva
En el Campeonato Mundial de Natación de 1998 celebrado en Perth (Australia), ganó la medalla de oro en los 5 km en aguas abiertas, con un tiempo de 59:23 segundos, por delante de la neerlandesa Edith van Dijk  (plata con 1:00:58 segundos) y la alemana Peggy Büchse  (bronce con 1:01:05 segundos).